# Alcorriol
Alcorriol está localizada na província do Ribatejo, no distrito de Santarém, no município de Torres Novas, Portugal.